# Brucepattersonius griserufescens
Brucepattersonius griserufescens é uma espécie de roedor da família Cricetidae. Endêmica do Brasil, onde pode ser encontrada nos estados de Minas Gerais, Espírito Santo e Rio de Janeiro.